# I. Nebirierau
I. Nebirierau (uralkodói nevén Szeuadzsenré) az ókori egyiptomi XVI. dinasztia egyik uralkodója volt, a második átmeneti kor idején. Székhelye Théba volt.

## Uralkodása
A torinói királylista 26 évnyi uralkodási időt tulajdonít neki, és feljegyzi, hogy a trónon II. Nebirierau követte, aki talán a fia volt. A nevét viselő pecsétek mind agyagból vagy frittből készülnek, nem a megszokott szteatitból, ami arra utal, uralkodása alatt nem indultak bányászexpedíciók Egyiptom keleti sivatagába. Két pecsétje került elő Listből, amely ebben az időben a hükszoszok uralma alá tartozott; lehetséges, hogy ez arra utal, ebben az időben diplomáciai kapcsolatok álltak fenn a thébai dinasztia és a hükszoszok között, bár ez bizonytalan.

## Említései
A torinói papirusz és a pecsétek mellett Nebirierau neve ismert az ún. jogi sztéléről is. Ez a Nebirierau első uralkodási évére datált adminisztratív dokumentum ma a kairói Egyiptomi Múzeumban található (katalógusszám: JE 52453). Szintén ebben a múzeumban található egy rézből készült tőr Nebirierau uralkodói nevével; ezt Flinders Petrie fedezte fel Hu temetőjében az 1890-es évek végén. Nebirieraut Maat istennővel együtt ábrázolja egy kisméretű sztélé, amely ma a bonni egyiptológiai gyűjtemény része.
Nebirierau uralkodói neve, a Szeuadzsenré a fáraók szokásos címének minősülő „jó isten” és az elhunytakat jelölő „igazhangú” jelzők kíséretében jelenik meg Harpokratész isten egy bronz szobrocskáján (Egyiptomi Múzeum, JE 38189), más királyi nevekkel együtt, melyek közül kettő – Jahmesz és Binpu – úgy tűnik, a XVI. dinasztiát nem sokkal később felváltó XVII. dinasztia hercegeihez tartozik. A szobrocskán említik „a jó isten, Noferkaré, az igazhangú” nevét is; ő valószínűleg Nebirierau feltételezett fia és örököse, II. Nebirierau. A szobrocska nyilván jóval későbbi a rajta említett személyek koránál, mivel Harpokratész kultusza a ptolemaida korban jelent meg, vagyis körülbelül 1500 évvel azután, hogy a szobron említett személyek éltek.

## Név, titulatúra
A fáraók titulatúrájának magyarázatát és történetét lásd az Ötelemű titulatúra szócikkben.
| G5 |

| G5 |

| s | M13 | N17 · N17 |

| s | M13 | N17 · N17 |

| s | M13 | N17 · N17 |

| s | M13 | N17 · N17 |

| G5 |

| G5 |

| s | M13 | N17 · N17 |

| s | M13 | N17 · N17 |

| s | M13 | N17 · N17 |

| s | M13 | N17 · N17 |

| G16 |

| G16 |

| R8 | L1 | Z3 |

| R8 | L1 | Z3 |

| G16 |

| G16 |

| R8 | L1 | Z3 |

| R8 | L1 | Z3 |

| G8 |

| G8 |

| G8 | F35 | N28 |

| G8 | F35 | N28 |

| G8 |

| G8 |

| G8 | F35 | N28 |

| G8 | F35 | N28 |

| M23 | L2 |

| M23 | L2 |

| N5 | s | M13 | Y1 · n |

| N5 | s | M13 | Y1 · n |

| N5 | s | M13 | Y1 · n |

| N5 | s | M13 | Y1 · n |

| N5 | s | M13 | Y1 · n |

| N5 | s | M13 | Y1 · n |

| N5 | s | M13 | Y1 · n |

| N5 | s | M13 | Y1 · n |

| M23 | L2 |

| M23 | L2 |

| N5 | s | M13 | Y1 · n |

| N5 | s | M13 | Y1 · n |

| N5 | s | M13 | Y1 · n |

| N5 | s | M13 | Y1 · n |

| N5 | s | M13 | Y1 · n |

| N5 | s | M13 | Y1 · n |

| N5 | s | M13 | Y1 · n |

| N5 | s | M13 | Y1 · n |

| G39 | N5 | \| \| |
|     |    |       |

|  |

| G39 | N5 | \| \| |
|     |    |       |

|  |

| nb | i | r · Z4 | r · F40 |

| nb | i | r · Z4 | r · F40 |

| nb | i | r · Z4 | r · F40 |

| nb | i | r · Z4 | r · F40 |

| nb | i | r · Z4 | r · F40 |

| nb | i | r · Z4 | r · F40 |

| nb | i | r · Z4 | r · F40 |

| nb | i | r · Z4 | r · F40 |

| G39 | N5 | \| \| |
|     |    |       |

|  |

| G39 | N5 | \| \| |
|     |    |       |

|  |

| nb | i | r · Z4 | r · F40 |

| nb | i | r · Z4 | r · F40 |

| nb | i | r · Z4 | r · F40 |

| nb | i | r · Z4 | r · F40 |

| nb | i | r · Z4 | r · F40 |

| nb | i | r · Z4 | r · F40 |

| nb | i | r · Z4 | r · F40 |

| nb | i | r · Z4 | r · F40 |

## Fordítás
- Ez a szócikk részben vagy egészben  a   Nebiryraw I című angol Wikipédia-szócikk ezen változatának fordításán alapul.  Az eredeti cikk szerkesztőit annak laptörténete sorolja fel. Ez a jelzés csupán a megfogalmazás eredetét és a szerzői jogokat jelzi, nem szolgál a cikkben szereplő információk forrásmegjelöléseként.

## Külső hivatkozások
- I. Nebiriau szkarabeusza